# Resolució 108 del Consell de Seguretat de les Nacions Unides
La Resolució 108 del Consell de Seguretat de les Nacions Unides, aprovada per unanimitat el 8 de setembre de 1955 després de recordar la resolució 107 (1955) i d'un altre informe del Cap d'Estat Major del Organisme de les Nacions Unides per la Vigilància de la Treva, el Consell va prendre nota que ambdues parts van acceptar l'exhortació del Cap de Estat Major per un alto el foc. El Consell va continuar donant suport a l'opinió del Cap d'Estat Major que les forces armades d'ambdues parts haurien d'estar separades clara i eficaçment pels mitjans que ha proposat, i va declarar que els observadors de les Nacions Unides han de gaudir de llibertat de moviment a la regió a fi de poder complir la seva comesa.